# ژلزنودوروژنی، استان مسکو
شهر ژلزنودوروژنی، اوبلاست مسکو (به روسی: Железнодорожный) در کشور روسیه و در اوبلاست مسکو واقع شده‌است.